# Epidaurum
Epidaurum var en romersk stad i provinsen Illyricum. På platsen för det forna Epidaurum ligger idag staden Cavtat i landsdelen Dalmatien i södra Kroatien.

## Historia
Staden grundades av grekerna på 600-talet f.Kr. som gav den namnet Epidaurus (Επίδαυρος). Efter att romarna intagit staden på 600-talet f.Kr. döpte de om den till Epidaurum. Staden förstördes av avarerna på 600-talet och lokalbefolkningen tog sin tillflykt till Laus (Ragusa) som med tiden kom att utvecklas till Dubrovnik.